# Parafia św. Wawrzyńca Męczennika w Nowym Sączu-Biegonicach
Parafia pw. Świętego Wawrzyńca Męczennika w Nowym Sączu-Biegonicach – parafia rzymskokatolicka znajdująca się w diecezji tarnowskiej w dekanacie Stary Sącz. Erygowana w 1269. Mieści się przy ulicy Biegonickiej. Obsługują ją księża diecezjalni.

## Historia
Nie zachował się akt erekcyjny parafii. Datę jej powstania ustalił na 1269 rok ks. Bolesław Kumor na podstawie zachowanych źródeł archiwalnych. Niektórzy historycy nie zgadają się z tym, nie kwestionując faktu powstania parafii w XIII wieku. 

## Proboszczowie
Nazwiska proboszczów ustalono na podstawie źródeł archiwalnych. 
- Arnold z Wrocławia (1313)
- Klemens (1326–1328)
- dr Jan Białka (1421)
- Maciej z Czorsztyna (do 1519)
- Albert ze Starego Sącza (od 1519)
- Maciej (1521)
- Stanisław z Lipnicy (1529)
- Maciej (do 1533)
- Marcin z Proszowic (od 1533)
- Adrian z Kościana Habdański (1541–1574)
- Jan Milanowski (1574–1576)
- Stanisław Wąsowicz (1576–1591)
- Andrzej Dąbrowski (1591–1592)
- Andrzej Wargowski (1592–1608)
- dr Stanisław Sistowski (1608–1610)
- Mikołaj Wąsowicz (1610–1615)
- Stanisław Wciankowicz (1615–1624)
- Sebastian Zagrodzki (1624–1638)
- dr Szymon Jaroszowski (1638–1653)
- dr Adam Bydłoniewicz (1653–1670)
- Sebastian Machowicz (1670–1681)
- Mikołaj Jan Kanty Woszczyński (1681–1711)
- dr Tomasz Józef Majowski (1711–1733)
- dr Kazimierz Pałaszowski (1733–14737)
- Karol Paweł Dzierzgowski (1738–1744)
- Jan Sitowski (1745–1775)
- Wojciech Józef Mroziński (1761–1769)
- dr Franciszek Pasiewicz (1775–1795)
- Ignacy Bartsch (brak danych)
- ks. Mateusz Tokarski 1795
- ks. Jan de Facundo Bayer 1795–1799
- ks. Franciszek Ruciński 1799–1801
- ks. Antoni Koralewicz 1801–1838
- ks. Ludwik Andrzejowski 1838–1839
- ks. Jan Chryzostom Pallar 1839–1873
- ks. Paweł Stanczykiewicz 1873–1874
- ks. Józef Zieliński 1874–1881
- ks. Paweł Jende 1881
- ks. Hilary Kocańda 1881–1882
- ks. Michał Sopata 1882–1884
- ks. Jan Wiejaczka 1884
- ks. Antoni Pasiut 1884–1887
- ks. Maciej Żyła 1887–1894
- ks. Jan Bubula 1894
- ks. Andrzej Niemiec 1894–1908
- ks. Franciszek Słowiński 1908
- ks. Leon Władysław Miętus 1908–1932
- ks. Józef Kilian 1932
- ks. dr Stefan Zalesieński 1932–1949
- ks. Jan Podczerwieński 1940
- ks. Karol Szymaszek 1940–1946
- ks. Michał Jędrychowski 1949
- ks. Antoni Wojewoda 1949–1950
- ks. dr Edward Lis 1950–1958
- ks. Stanisław Jasiak 1958–1982
- ks. Józef Atłas 1982–2010
- ks. Piotr Lisowski (od 2010)[3]